# Bryograpta
Bryograpta é um gênero de traça pertencente à família Arctiidae.